# Општина Текамак (Мексико)
Текамак (шп. Tecámac) општина је у Мексику у савезној држави Мексико. Општина се налази на надморској висини од 2271 м.

## Становништво
Према подацима из 2010. у општини је живело 364579 становника.

### Хронологија
| Година       | 2000                   | 2005                     | 2010                     |
| ------------ | ---------------------- | ------------------------ | ------------------------ |
| Становништво | 172813 (84819 / 87994) | 270574 (132509 / 138065) | 364579 (177713 / 186866) |

### Попис
| \| \| м \| \| \| ж \| \| 0—2 \| 10.698 \| \| \| 10.452 \| \| 3—5 \| 12.106 \| \| \| 11.837 \| \| 6—11 \| 23.787 \| \| \| 23.333 \| \| 12—14 \| 10.354 \| \| \| 10.148 \| \| 15—17 \| 9.982 \| \| \| 9.451 \| \| 18—24 \| 18.774 \| \| \| 20.165 \| \| 60+ \| 8.846 \| \| \| 10.666 \| \| Просек : \| 28,0 \| \| \| 29,0 \| |        |  |  |        |
| |        |  |  |        |
| | м      |  |  | ж      |
| 0—2 | 10.698 |  |  | 10.452 |
| 3—5 | 12.106 |  |  | 11.837 |
| 6—11 | 23.787 |  |  | 23.333 |
| 12—14 | 10.354 |  |  | 10.148 |
| 15—17 | 9.982  |  |  | 9.451  |
| 18—24 | 18.774 |  |  | 20.165 |
| 60+ | 8.846  |  |  | 10.666 |
| Просек : | 28,0   |  |  | 29,0   |

| #   | Индикатор                                                                                        | Вредност |
| --- | ------------------------------------------------------------------------------------------------ | -------- |
| 1   | Становништво од 0 до 2 године                                                                    | 21150    |
| 2   | Мушко становништво од 0 до 2 године                                                              | 10698    |
| 3   | Женско становништво од 0 до 2 године                                                             | 10452    |
| 4   | Становништво са 3 и више година                                                                  | 338756   |
| 5   | Мушко становништво са 3 и више година                                                            | 164702   |
| 6   | Женско становништво са 3 и више година                                                           | 174054   |
| 7   | Становништво са 5 и више година                                                                  | 322947   |
| 8   | Мушко становништво са 5 и више година                                                            | 156687   |
| 9   | Женско становништво са 5 и више година                                                           | 166260   |
| 10  | Становништво са 12 и више година                                                                 | 267693   |
| 11  | Мушко становништво са 12 и више година                                                           | 128809   |
| 12  | Женско становништво са 12 и више година                                                          | 138884   |
| 13  | Становништво са 15 и више година                                                                 | 247191   |
| 14  | Мушко становништво са 15 и више година                                                           | 118455   |
| 15  | Женско становништво са 15 и више година                                                          | 128736   |
| 16  | Становништво са 18 и више година                                                                 | 227758   |
| 17  | Мушко становништво са 18 и више година                                                           | 108473   |
| 18  | Женско становништво са 18 и више година                                                          | 119285   |
| 19  | Становништво од 3 до 5 година                                                                    | 23943    |
| 20  | Мушко становништво од 3 до 5 година                                                              | 12106    |
| 21  | Женско становништво од 3 до 5 година                                                             | 11837    |
| 22  | Становништво од 6 до 11 година                                                                   | 47120    |
| 23  | Мушко становништво од 6 до 11 година                                                             | 23787    |
| 24  | Женско становништво од 6 до 11 година                                                            | 23333    |
| 25  | Становништво од 8 до 14 година                                                                   | 51502    |
| 26  | Мушко становништво од 8 до 14 година                                                             | 26010    |
| 27  | Женско становништво од 8 до 14 година                                                            | 25492    |
| 28  | Становништво од 12 до 14 година                                                                  | 20502    |
| 29  | Мушко становништво од 12 до 14 година                                                            | 10354    |
| 30  | Женско становништво од 12 до 14 година                                                           | 10148    |
| 31  | Становништво од 15 до 17 година                                                                  | 19433    |
| 32  | Мушко становништво од 15 до 17 година                                                            | 9982     |
| 33  | Женско становништво од 15 до 17 година                                                           | 9451     |
| 34  | Становништво од 18 до 24 године                                                                  | 38939    |
| 35  | Мушко становништво од 18 до 24 године                                                            | 18774    |
| 36  | Женско становништво од 18 до 24 године                                                           | 20165    |
| 37  | Женско становништво од 15 до 49 година                                                           | 105566   |
| 38  | Становништво са 60 и више година                                                                 | 19512    |
| 39  | Мушко становништво са 60 и више година                                                           | 8846     |
| 40  | Женско становништво са 60 и више година                                                          | 10666    |
| 41  | Однос између мушкараца и жена                                                                    | 95.1     |
| 42  | Становништво од нуле до 14 година                                                                | 112715   |
| 43  | Становништво од 15 до 64 године                                                                  | 235118   |
| 44  | Становништво од 65 година и више                                                                 | 12073    |
| 45  | Просечан број деце                                                                               | 1.97     |
| 46  | Становништво рођено у ентитету                                                                   | 152237   |
| 47  | Мушко становништво рођено у ентитету                                                             | 75076    |
| 48  | Женско становништво рођено у ентитету                                                            | 77161    |
| 49  | Становништво рођено у другом ентитету                                                            | 205733   |
| 50  | Мушко становништво рођено у другом ентитету                                                      | 99350    |
| 51  | Женско становништво рођено у другом ентитету                                                     | 106383   |
| 52  | Становништво од 5 година и више резидентно у ентитету у јуну 2005. године                        | 269448   |
| 53  | Мушко становништво старосног доба од 5 година и више, резидентно у ентитету у јуну 2005. године  | 130640   |
| 54  | Женско становништво старосног доба од 5 и више година, резидентно у ентитету у јуну 2005. године | 138808   |
| 55  | Становништво од 5 година и више које је живело у другом ентитету у јуну 2005. године             | 49848    |
| 56  | Мушко становништво старије од 5 година које је живело у другом ентитету у јуну 2005. године      | 24036    |
| 57  | Женско становништво старије од 5 година које је живело у другом ентитету у јуну 2005. године     | 25812    |
| 58  | Становништво од 3 године и више које говори аутохтони језик                                      | 3915     |
| 59  | Мушко становништво старо 3 године и више које говори аутохтони језик                             | 2000     |
| 60  | Женско становништво старо 3 године и више које говори аутохтони језик                            | 1915     |
| 61  | Становништво од 3 године и више које говори аутохтони језик и не говори шпански језик            | 9        |
| 62  | Мушко становништво старо 3 године и више које говори аутохтони језик и не говори шпански         | 3        |
| 63  | Женско становништво старо 3 године и више које говори аутохтони језик и не говори шпански језик  | 6        |
| 64  | Становништво старо 3 године и више које говори аутохтони језик и шпански                         | 3204     |
| 65  | Мушко становништво старо 3 године и више које говори аутохтони језик и шпански                   | 1647     |
| 66  | Женско становништво старо 3 године и више које говори аутохтони језик и шпански                  | 1557     |
| 67  | Становништво од 5 година и више које говори аутохтони језик                                      | 3887     |
| 68  | Становништво од 5 година и више које говори аутохтони језик и не говори шпански језик            | 9        |
| 69  | Становништво од 5 година и више које говори аутохтони језик и говори шпански језик               | 3192     |
| 70  | Становништво у домородачким домаћинствима                                                        | 10374    |
| 71  | Становништво са ограничењима у активностима                                                      | 9141     |
| 72  | Становништво са ограниченим ходањем или кретањем, горе или доле                                  | 4358     |
| 73  | Становници са ограничењима вида, чак и уз кориштење сочива                                       | 2672     |
| 74  | Становништво са ограничењима говора, комуникације или конверзације                               | 824      |
| 75  | Становништво са ограниченим слухом                                                               | 854      |
| 76  | Становништво са ограничењима при одевању, купању или јелу                                        | 379      |
| 77  | Становништво са ограничењима у опажању или учењу једноставних ствари                             | 435      |
| 78  | Становништво са менталним ограничењима                                                           | 1016     |
| 79  | Становништво без ограничења активности                                                           | 348443   |
| 80  | Становништво од 3 до 5 година које не похађа школу                                               | 10322    |
| 81  | Мушко становништво од 3 до 5 година које не похађа школу                                         | 5271     |
| 82  | Женско становништво од 3 до 5 година које не похађа школу                                        | 5051     |
| 83  | Становништво од 6 до 11 година које не похађа школу                                              | 862      |
| 84  | Мушко становништво од 6 до 11 година које не похађа школу                                        | 453      |
| 85  | Женско становништво од 6 до 11 година које не похађа школу                                       | 409      |
| 86  | Становништво од 12 до 14 година које не похађа школу                                             | 927      |
| 87  | Мушко становништво од 12 до 14 година које не похађа школу                                       | 515      |
| 88  | Женско становништво од 12 до 14 година које не похађа школу                                      | 412      |
| 89  | Становништво од 15 до 17 година похађа школу                                                     | 14629    |
| 90  | Мушко становништво од 15 до 17 година похађа школу                                               | 7406     |
| 91  | Женско становништво између 15 и 17 година живота у школи                                         | 7223     |
| 92  | Становништво од 18 до 24 године похађа школу                                                     | 11424    |
| 93  | Мушко становништво од 18 до 24 године похађа школу                                               | 5709     |
| 94  | Женско становништво од 18 до 24 године похађа школу                                              | 5715     |
| 95  | Становништво од 8 до 14 година које не може да чита и пише                                       | 555      |
| 96  | Мушко становништво старосног доба од 8 до 14 година које не може да чита и пише                  | 322      |
| 97  | Женско становништво старосног доби од 8 до 14 година које не може да чита и пише                 | 233      |
| 98  | Становништво од 15 година и више које је неписмено                                               | 4803     |
| 99  | Мушко становништво од 15 година и више које је неписмено                                         | 1448     |
| 100 | Женско становништво од 15 година и више које је неписмено                                        | 3355     |
| 101 | Становништво старо 15 и више година без школовања                                                | 6723     |
| 102 | Мушко становништво старо 15 и више година без школовања                                          | 2312     |
| 103 | Женско становништво старо 15 и више година без школовања                                         | 4411     |
| 104 | Становништво старосног доба 15 и више година са непотпуним основним образовањем                  | 13597    |
| 105 | Мушко становништво старосног доба од 15 година и више са непотпуном основним образовањем         | 5593     |
| 106 | Женско становништво старосног доба 15 и више година са непотпуном основним образовањем           | 8004     |
| 107 | Становништво старо 15 и више година са комплетним основним образовањем                           | 29650    |
| 108 | Мушко становништво старо 15 година и више са комплетним основним образовањем                     | 12709    |
| 109 | Женско становништво старо 15 и више година са комплетним основним образовањем                    | 16941    |
| 110 | Становништво старосног доба 15 и више година са непотпуним средњим образовањем                   | 11216    |
| 111 | Мушко становништво старосног доба од 15 година и више са непотпуним средњим образовањем          | 6118     |
| 112 | Женско становништво старосног доба од 15 година и више са непотпуним средњим образовањем         | 5098     |
| 113 | Становништво старо 15 и више година са пуним секундарном образовањем                             | 65030    |
| 114 | Мушко становништво старосног доба од 15 година и више са пуним секундарном образовањем           | 32512    |
| 115 | Женско становништво старосног доба од 15 година и више са пуним секундарном образовањем          | 32518    |
| 116 | Становништво старије од 18 година са постосновним образовањем                                    | 110678   |
| 117 | Мушко становништво старије од 18 година са постосновним образовањем                              | 54715    |
| 118 | Женско становништво старије од 18 година са постосновним образовањем                             | 55963    |
| 119 | Просечна оцена школовања                                                                         | 9.99     |
| 120 | Просечан ниво образовања мушке популације                                                        | 10.2     |
| 121 | Просечан ниво образовања женског становништва                                                    | 9.8      |
| 122 | Економски активно становништво                                                                   | 148172   |
| 123 | Економски активна мушка популација                                                               | 97779    |
| 124 | Економски активна женска популација                                                              | 50393    |
| 125 | Становништво које није економски активно                                                         | 118303   |
| 126 | Мушко становништво које није економски активно                                                   | 30532    |
| 127 | Женско становништво које није економски активно                                                  | 87771    |
| 128 | Запослено становништво                                                                           | 141562   |
| 129 | Запослено мушко становништво                                                                     | 92766    |
| 130 | Запослено женско становништво                                                                    | 48796    |
| 131 | Незапослена популација                                                                           | 6610     |
| 132 | Незапослена мушка популација                                                                     | 5013     |
| 133 | Незапослена женска популација                                                                    | 1597     |
| 134 | Становништво без права на здравствене услуге                                                     | 143816   |
| 135 | Становништво које има право на здравствене услуге                                                | 215273   |
| 136 | Становништво које има право на ИМСС                                                              | 132163   |
| 137 | Становништво које има право на социјално осигурање                                               | 33972    |
| 138 | Становништво које има право на државно социјално осигурање                                       | 3094     |
| 139 | Становништво које има право на опште осигурање или здравствено осигурање за нову генерацију      | 27602    |
| 140 | Становништво које је било једном или није било у браку током 12 година и више                    | 84740    |
| 141 | Венчано или уједињено становништво од 12 година и више                                           | 159425   |
| 142 | Становништво које је било у браку или уједињено 12 година и више                                 | 22872    |
| 143 | Становништво са католичком религијом                                                             | 297526   |
| 144 | Протестанти, еванђелисти и библијски следбеници различити од еванђелиста                         | 31216    |
| 145 | Становништво са другим религијама различитим од претходних                                       | 701      |
| 146 | Становништво без религије                                                                        | 16704    |
| 147 | Укупно пописаних домаћинства                                                                     | 95640    |
| 148 | Пописна домаћинства на челу са мушкарцима                                                        | 75353    |
| 149 | Пописна домаћинства на челу са женама                                                            | 20287    |
| 150 | Становништво у пописним домаћинствима                                                            | 360010   |
| 151 | Становништво у пописним домаћинствима на челу са мушкарцима                                      | 294450   |
| 152 | Становништво у пописним домаћинствима на челу са женама                                          | 65560    |
| 153 | Укупно домаћинстава                                                                              | 152718   |
| 154 | Укупно насељених домаћинстава                                                                    | 97150    |
| 155 | Укупно приватних кућа                                                                            | 151208   |
| 156 | Насељени приватни домови                                                                         | 95640    |
| 157 | Укупно насељених приватних кућа                                                                  | 97147    |
| 158 | Ненасељене приватне куће                                                                         | 39028    |
| 159 | Појединачна домаћинства за привремену употребу                                                   | 16540    |
| 160 | Становници у насељеним приватним кућама                                                          | 360010   |
| 161 | Насељеност станара у приватним становима                                                         | 3.76     |
| 162 | Просечно становника по соби у приватним насељеним домаћинствима                                  | 0.99     |
| 163 | Појединачна домаћинства са подовима од различитих материјала од земље                            | 92898    |
| 164 | Појединачна домаћинства у приземљу                                                               | 2166     |
| 165 | Појединачна домаћинства са једном спаваћом собом                                                 | 30664    |
| 166 | Појединачна домаћинства са две спаваће собе и више                                               | 64614    |
| 167 | Појединачна домаћинства са једним собом                                                          | 3479     |
| 168 | Појединачна домаћинства са две собе                                                              | 15803    |
| 169 | Појединачна домаћинства са 3 собе и више                                                         | 75812    |
| 170 | Појединачна домаћинства која имају електрично светло                                             | 95132    |
| 171 | Појединачна домаћинства која немају електрично светло                                            | 296      |
| 172 | Појединачна домаћинства која имају водоводну воду у стамбеном простору                           | 93704    |
| 173 | Појединачна домаћинства која немају водоводну воду у стамбеном простору                          | 1477     |
| 174 | Појединачна домаћинства која имају тоалет                                                        | 94877    |
| 175 | Појединачна домаћинства која имају канализацију                                                  | 94668    |
| 176 | Појединачна домаћинства која немају канализацију                                                 | 463      |
| 177 | Појединачна домаћинства која имају електрично светло, довод воде из јавне мреже и канализацију   | 93086    |
| 178 | Појединачна домаћинства без икаквих услова                                                       | 264      |
| 179 | Појединачна домаћинства која имају радио                                                         | 84861    |
| 180 | Појединачна домаћинства која имају телевизор                                                     | 94030    |
| 181 | Појединачна домаћинства која имају фрижидер                                                      | 85853    |
| 182 | Појединачна домаћинства која имају машину за веш                                                 | 74287    |
| 183 | Појединачна домаћинства која имају аутомобил или комби                                           | 44457    |
| 184 | Појединачна домаћинства која имају рачунар                                                       | 35843    |
| 185 | Појединачна домаћинства која имају фиксну телефонску линију                                      | 48181    |
| 186 | Појединачна домаћинства која имају мобилни телефон                                               | 77757    |
| 187 | Појединачна домаћинства која имају приступ интернету                                             | 22187    |